# Ricardo Fuentes
Ricardo Fuentes (...) è un attore e regista colombiano noto principalmente per aver interpretato un ruolo nel controverso Cannibal Holocaust diretto da Ruggero Deodato.

## Filmografia (parziale)

### Attore
- La Casa del Sur (1975)
- Cannibal Holocaust (1979)

### Regista
- La Máscara (1972)